# Baracs
Baracs là một thị trấn thuộc hạt Fejér, Hungary. Thị trấn này có diện tích 55,18 km², dân số năm 2010 là 3587 người, mật độ 65 người/km².